# Damaeus riparius
Damaeus riparius är en kvalsterart som beskrevs av Hercule Nicolet 1855. Damaeus riparius ingår i släktet Damaeus och familjen Damaeidae. Inga underarter finns listade i Catalogue of Life.